# 1949年中國
| 中国历史 / 中国历史年表 |
| 世紀： 19世纪中国 / 20世纪中国 / 21世纪中国                                                                                               |
| 年代： 1910年代中国 / 1920年代中国 / 1930年代中国 / 1940年代中国 / 1950年代中国大陆 / 1960年代中国大陆 / 1970年代中国大陆                 |
| 年份： 1945年中国 / 1946年中国 / 1947年中国 / 1948年中国 / 1949年中国 / 1950年中国大陆 / 1951年中国大陆 / 1952年中国大陆 / 1953年中国大陆 |
| 纪年： 己丑年（牛年）、中华民国38年、中华人民共和国成立之年                                                                               |

## 大事記
- 全國被淹耕地達12,156萬畝，減產糧食220億斤，災民4,000萬人，重災區災民達1,000萬人；其中華東地區被淹耕地5,000餘萬畝，占全國耕地1/5，減產糧食70餘億斤，災民1,600萬人[1]:879。

### 1月
- 外交部同意蘇聯在廣州設立領事館及塔斯新聞社分社[2]:8799。
- 1月1日——蔣介石發表元旦文告稱，表示願意和中國共產黨「商討停止戰事，恢復和平的具體辦法……只要和議無害於國家的獨立完整，而有助於人民的休養生息；只要神聖的憲法不由我而違反，民主憲政不因此而破壞，中華民國的國體能夠確保，中華民國的法統不致中斷；軍隊有確實的保障，人民能夠維持其自由的生活方式，與目前最低生活水準……和平果能實現，則個人的進退出處絕不縈懷，而一惟國民的公意是從」；新華社發表毛澤東新年獻詞《將革命進行到底》：「已經有了充分經驗的中國人民及其總參謀部中國共產黨，一定會像粉碎敵人的軍事進攻一樣，粉碎敵人的政治陰謀，把偉大的人民戰爭進行到底」；蔣舉行元旦團拜，邀李宗仁到禮堂休息室談話，表示自己「當然不能再幹下去了」，並要李告訴白崇禧，制止湖北、河南兩省再發和平通電，「以免動搖人心」[2]:8765-8766。蔣以總統明令發表陳誠任台灣省政府主席，1月5日陳接任視事；行政院長孫科發表廣播演説，謂此次內戰各方均有責任；閻錫山乘專機返太原；中共中央電覆平津前線林彪爭取傅作義走和平道路工作要點，通過中共北平市委告訴傅作義：「目前不要發通電……傅在蔣介石及蔣系軍隊面前的地位立即加強了。傅可借此做文章，表示只有堅決打下去，除此以外再無出路；但在實際上，則和我們談好，里應外合，和平地解放北平，或經過不很激烈的戰鬥解放北平。傅氏立此一大功勞，我們就有理由赦免其戰犯罪，並保存其部屬」；北平市人民政府於北平市郊成立，發布第一號布告，宣布「任命葉劍英為市長，徐冰為副市長」；解放軍北平市軍管制委員會成立，葉劍英任主任[2]:8766。解放軍粵贛湘邊縱隊成立，由尹林平任司令員兼政治委員；桂滇黔邊縱隊成立，由莊田任司令員，周楠任政治委員；民國政府承認大韓民國；錫林郭勒盟之德穆楚克棟魯普（德王）由北平抵南京，1月20日由蔣加予德王阿莽倉佛輔教宏覺禪師名號[2]:8767。
- 1月2日——蔣介石分別電覆張軫、白崇禧，表示只要中國共產黨能保全國家命脈，顧念生民塗炭，合理合法解決國是，則個人進退出處，惟全國人民之公意是從[3]:166。外交部宣布承認大韓民國[4]:512。
- 1月3日——毛澤東為新華社寫《評戰犯求和》的評論，稱「蔣介石已經失去了靈魂，只是一具僵屍，什麼人也不相信他了」[2]:8768。蔣介石電傅作義，勉以團結一心，保衛平津華北[4]:512；稱「完成戡亂建國之功，端在此戰」[2]:8768。中國共產黨電台譴責中國國民黨，並謂革命不能中途放棄[4]:512。
- 1月4日——國共天津激戰[4]:512。
- 1月6日——聯合國秘書長宣布不干涉中國戰事[4]:512。司法院大法官會議發布大法官釋字第一號解釋文：「立法委員依憲法第七十五條之規定不得兼任官吏，如願就任官吏，即應辭去立法委員。其未經辭職而就任官吏者，亦顯有不繼續任立法委員之意思，應於其就任官吏之時視為辭職。」[5]本日至1月8日，中共中央在西柏坡召開政治局會議，毛澤東提議召開中共七屆二中全會，準備舉行政治協商會議，成立中央人民政府[6]:568-569。
- 1月7日——解放軍開始猛攻天津，國軍警備司令陳長捷部奮勇抵抗[3]:163。張治中連日與李宗仁商談和平及蔣介石下野事[4]:512。在台灣訓練之新軍增援華北[7]。美國國務院遠東事務局提出中國軍事情勢備忘錄附件，估計國軍到1948年12月31日止尚餘兵力：華中南京上海防衛區共15萬人，華中白崇禧湖北地區共15萬人，華北傅作義共28萬6千人，華北閰錫山共12萬人，華北青島地區共5萬1千人，西安地區共17萬6千人，所有戰區內尚存兵力93萬4千7百人[8]:21。
- 1月8日——外交部照會美、英、法、蘇四國駐華大使，徵詢對於中國和平意見，及是否準備予以協助，旋接四國大使答覆，咸謂在目前情況下，礙難出任和平媒介[3]:166。天津戰事激烈，參議會代表4人赴楊柳青，請解放軍停戰（1月11日，4代表與商，不成）[4]:512。劉少奇在中共中央政治局會議上的發言記錄：「形勢發展，勝利很快，我們為此很着急；但在這時更是急不得，急了易犯錯誤，再受挫折。這時很可能發生輕敵，而且我到新、藏、青等地也要發生困難的，故必須慎重；但另一方面又必須趕快進行準備工作，政策要搞一本手冊，新區口號也要擬一個新的口號單子，調幹部很多要準備。」[6]:569
- 1月9日——莫斯科廣播，不擬干涉中國內政；天津東西兩面劇戰；被困於永城附近之李彌之第十三兵團覆沒[4]:512。
- 1月10日——被圍於永城附近之國軍7萬人突圍不成[4]:512；中國人民解放軍挾人海戰術，國軍陣地卒被突破，副總司令杜聿明被俘，兵團司令邱清泉自殺（邱清泉，浙江溫州人，詩人將軍，著有《教戰一集》、《教戰二集》、《從軍從論》等一系列軍事著作[4]:512），李彌、孫元良等突圍而出[3]:163；解放軍乘勢攻陷蚌埠、臨淮等地，進而威脅南京[3]:163。徐蚌會戰（淮海戰役）結束[7]。蔣介石命蔣經國赴上海轉告中央銀行總裁俞鴻鈞，將政府庫存黃金外滙密運台灣，以策安全[3]:166。
- 1月12日——美國大使館致外交部備忘錄，謂美國政府作一調人，於事無補；行政院頒訂「疏散中央公務員辦法」[4]:512。
- 1月14日——毛澤東廣播其「和平」條款，共分八項[3]:166；包括懲辦以蔣介石為首之戰犯，廢除國民黨憲法和法統，改編反動軍隊，沒收官僚資本，改革土地制度和召開新政治協商會議，成立民主聯合政府，接收南京政府一切權力等[4]:512。
- 1月15日——解放军攻陷天津[3]:163；警備司令陳長捷，軍長林偉儔、劉雲瀚被俘（劉雲瀚後脱逃，南下返回軍陣營）[4]:512。解放軍天津市軍事管制委員會正式成立，主任黃克誠，副主任黃敬；天津市人民政府同日成立，黃敬任市長，張友漁任副市長[2]:8779。英、美謝絕調處中國內戰[4]:512。
- 1月16日——蔣介石邀請民社黨、青年黨兩黨代表及有關人士研究時局，邵力子公然主張對中國共產黨無條件投降[3]:166。國軍自蚌埠撤退[4]:513。蔣介石視察南京軍憲警[7]。
- 1月18日——湯恩伯任京滬杭警備總司令，張群任重慶綏靖公署主任，余漢謀任廣州綏靖公署主任，朱紹良任福州綏靖公署主任，陳誠兼台灣警備總司令，彭孟緝為副總司令；法國拒絕調解中國時局[4]:513。
- 1月19日——行政院通過與中國共產黨進行和談案[3]:166：政府願與中共雙方先無條件停戰，再各派代表協商和平辦法[4]:513。外交部通知外國使館，請準備遷移廣州；徐州剿匪總司令部撤銷[4]:513。
- 1月20日——中國國民黨中央政治會議對行政院之決議加以同意，逼使蔣介石不得不下野[3]:166。任命朱紹良為福建省政府主席，方天為江西省政府主席；特任劉攻芸為中央銀行總裁，俞鴻鈞為中央銀行理事兼常務理事[4]:513。
- 1月21日——蔣介石批准宋子文辭廣東省政府主席；宣佈引退前，對各地軍政首長作最後之調整，以薛岳為廣東省政府主席，張發奎為海南特區行政長官[3]:166-167。蔣介石另任命：余漢謀任廣州綏靖公署主任、朱紹良為福州綏靖公署主任、張群為重慶綏靖公署主任、湯恩伯為京滬警備總司令[7]。蔣介石召集中國國民黨中央常務委員會臨時會議，正式宣佈引退；旋發布謀引退謀和文告[3]:167。蔣介石於謁辭中山陵後[3]:167，乘美齡號專機離京抵杭州，蔣經國、俞濟時隨行，駐節筧橋空軍學校[9]。台灣省政府主席陳誠自台北飛杭州迎候[3]:167。中共發言人談話，謂行政院雙方先行停戰之建議為無理由，「和平之門從此關死」，如要談判，須取消此項建議[4]:513。
- 1月22日——副總統李宗仁宣佈代理總統職權，派邵力子、張治中5人為代表，與中國共產黨「和談」；李濟琛、章伯鈞等55人發表對於時局聲明，響應中國共產黨1948年5月1日所提出之召開「新政協」解決國是辦法，李宗仁乃致電李濟琛等，表示願共同策進國內之「和平運動」[3]:167。行政院決議邵力子、張治中、黃紹竑、彭昭賢、鍾天心為代表，與中共進行商談（接受中共先談判之要求，放棄停戰建議）[4]:513。蔣介石轉返奉化溪口故里[3]:167。華北剿匪總司令部總司令傅作義與中國共產黨成立「北平局部和平」，解放軍無阻進入北平，除少數學人事先由國府派飛機接運至南京外，國府官員多未能及時撤出[3]:163-164。北平和平協議公布，本日上午10時起雙方停戰[4]:513。傅作義率領22萬部隊，宣佈「和平解放北平的協定已經簽訂」[2]:8788。
- 1月23日——北平「局部休戰」協議生效，國軍撤出城外，解放軍一團進入北平，傅作義向中共投降；李宗仁派甘介侯訪美國大使司徒雷登，請美國發表一公開支持宣言[4]:513。李宗仁下令撤銷動員令，停止戒嚴令之執行，改各地剿匪總司令部為長官公署，釋放「政治犯」，啟封一切因抵觸法令而查封之報館雜誌，撤銷特種刑事法庭，廢止特種刑事條例[3]:167-168。
- 1月24日——中國共產黨聲明國民政府談判，並非承認國民政府，乃因其尚控制若干軍隊[3]:168。李宗仁令恢復張學良、楊虎城自由；美國駐華軍事顧問團結束[4]:513。國軍陸戰隊司令部在上海復興島成立，下轄3個團[7]。
- 1月25日——晚，李宗仁、孫科、吳鐵城、顧祝同、吳忠信五人集議，以南京危在旦夕，決定將政府遷廣州辦公，以2月5日為廣州辦公日期，並由外交部通告各國駐南京使節；李宗仁表示自己決不離開南京，以等待和平實現；各機關疏散自按原計劃實行[2]:8791。中國共產黨宣佈第二批戰犯名單，計朱紹良、郭懺、李品仙、董釗、陳繼承、張鎮、谷正綱、俞大維、楊森、王纘緒、陳雪屏、胡適、于斌、葉青[4]:513。青島海軍學校遷移廈門[2]:8792。
- 1月26日——外交部照會各使館，政府將於2月3日停止在南京辦公，2月5日起在廣州行使職權；政府發言人談話，重申和平誠意，盼中共從速指派代表約定地點[4]:513。蔣介石於溪口密函南京、上海之軍事、政治、黨務、特務首領，命令他們如果和談不成，就作戰到底[2]:8792。中共宣佈，李宗仁為表示誠意，開始和談，必須先將戰犯扣留；國防部審判軍事法庭宣判，日本戰犯前中國派遣軍總司令岡村寧次無罪[4]:513-514。櫻庭子郎亦宣判無罪；伊東忠夫判無期徒刑[2]:8792-8793。
- 1月27日——李宗仁致電毛澤東，表示願接受其八項條款，作為和談之基礎[3]:168；望即日派遣代表，商定地點，開始談判[4]:514。同日，中聯企業公司「太平號」客輪於下午4時18分由上海駛往台灣，於當晚11時駛抵舟山群島時，在迷霧中與自基隆駛來之貨「建源號」相撞，兩輪同告沉沒，乘客逾千人罹難，獲救者僅26人[2]:8789。
- 1月28日——總統府秘書長吳忠信辭職，翁文灝繼任[4]:514。中國共產黨發表長篇聲明，要求政府逮捕43名「戰犯」[3]:168。中共發言人廣播，提出和談先決條件：一、立即逮捕蔣介石等首批戰犯；二、重新逮捕岡村寧次，押送人民解放軍；並聲明和談絕不許中途停止；戰犯名單不久即可全部公布[4]:514。
- 1月29日——蔣介石在溪口決定將中國國民黨中央黨部遷往廣州[7]。
- 1月30日——美國、英國、法國駐華使館南遷廣州[2]:8797。

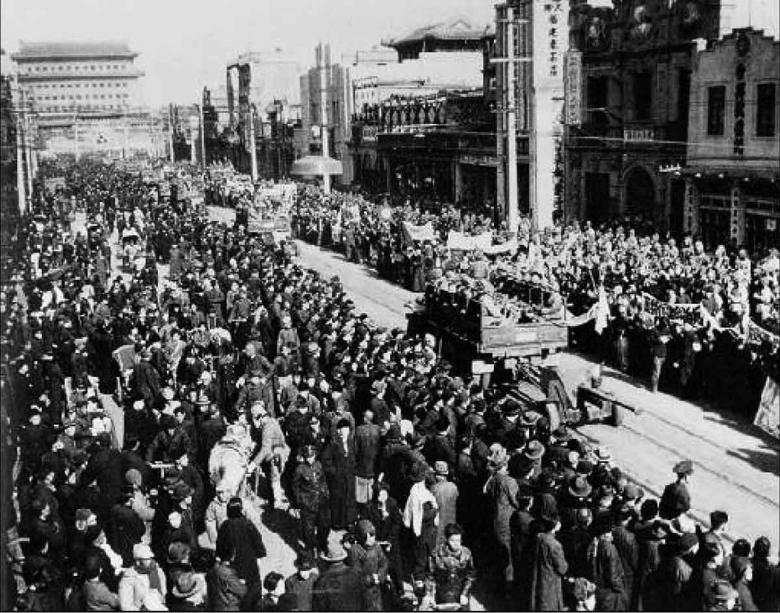
中国人民解放军和平开入北平

- 1月31日——中國人民解放軍和平進駐北平[2]:8797。平津戰役結束[4]:514。蔣介石認為青島形勢，孤懸北方，補給困難，防守不易，主張依原定計劃，迅速放棄[10]:147。政府發言人答覆1月28日中共聲明，岡村寧次案與和談無關，戰犯問題應在會議中解決，不能先要求執行；真正和平不應有先決條件，希望中共相忍為國，早日停止戰爭[4]:514；聲稱岡村寧次問題是一個「司法問題」，「完全與和談無關」，拒絕逮捕蔣介石等戰爭罪犯[2]:8798。

### 2月

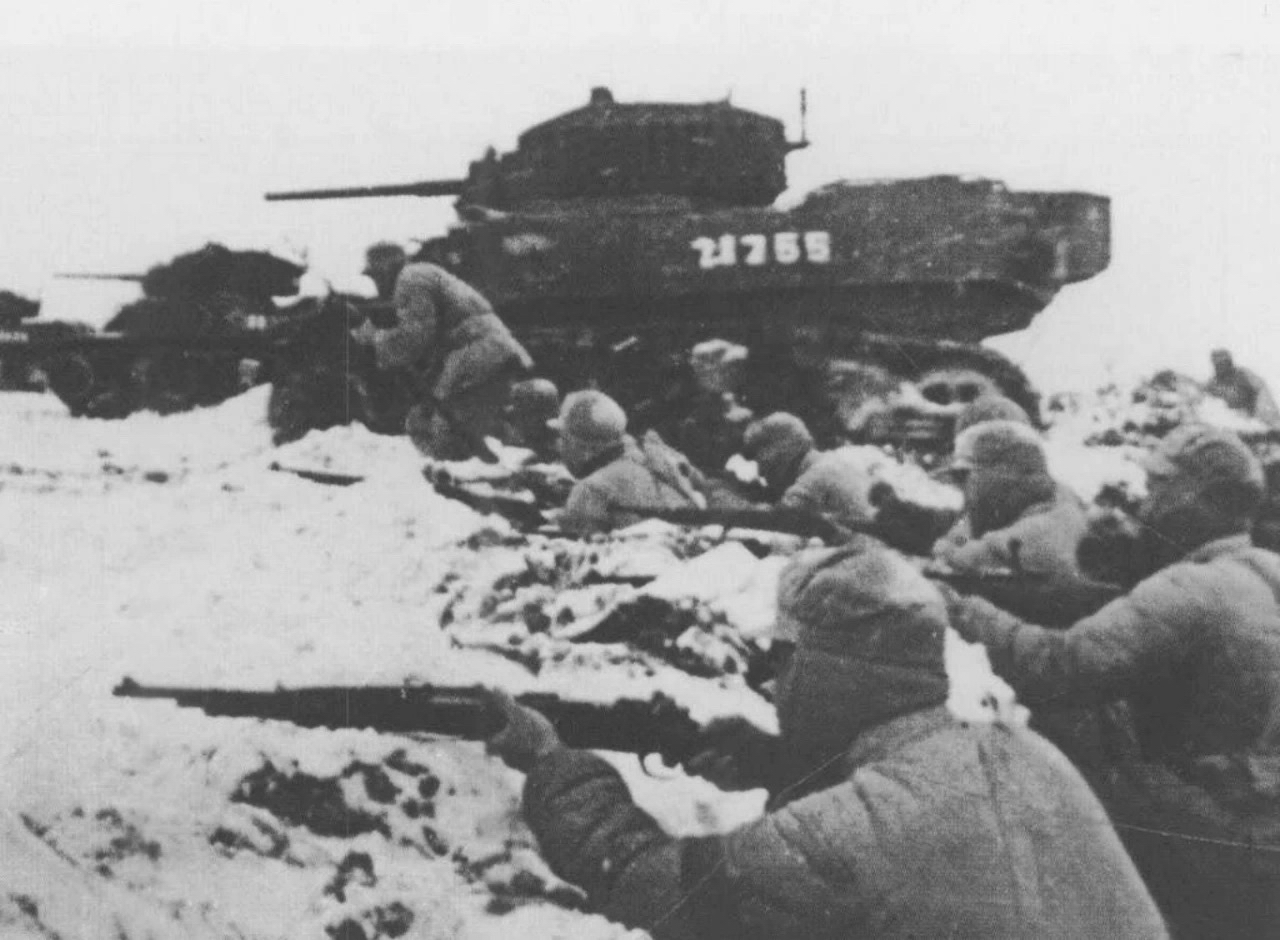
淮海战役中的解放军士兵

- 2月1日——中國國民黨中央黨部遷移廣州辦公[3]:169。李宗仁令行政院遷回南京（2月5日，行政院正式在廣州辦公。2月6日，孫科對中外記者宣稱，政府在粵係遷地辦公，首都仍在南京。）；廣州軍政首要發表文告，呼籲團結備戰，扭轉危局，準備再北伐；中共發言人抨擊政府一面要求和談，一面準備作戰[4]:514。華東野戰軍攻陷蘇北紡織業中心南通，國軍渡江向南退卻[2]:8800。美國合眾社記者基昂對北平和平解放報導稱：「北平平靜地好奇地接待征服者。……他們表示了據説四十年中用以迎接六次征服者的同樣的保留態度。」[2]:8809
- 2月2日——甘介侯自南京到上海，促顏惠慶、陳光甫、冷遹、章士釗、江庸5人赴北平；北平《人民日報》出版[4]:514。蘇聯駐南京大使羅申一行36人，隨行政院遷廣州[2]:8801。
- 2月3日——中國共產黨拒絕接待政府「和談」代表[3]:168。美國記者穆薩對北平和平解放報導曰：「長列的市民在這個熱烈的歡迎遊行中，把嗓子都喊啞了——正如當日本人占領北平，他們歡迎日本人，當美國人回來（?!）他們歡迎美國人，當中國國民黨人回來，他們歡迎國民黨人，以及他們數百年前歡迎蒙古人與韃靼人一樣，北平在歡迎它的征服者方面，是素享盛名的。」（2月8日，新華社發表報導嚴正駁斥。燕京大學自治會要求將基昂、穆薩驅逐出境。）[2]:8809
- 2月4日——台灣開始實施「三七五減租」[3]:184。行政院長孫科偕副院長吳鐵城等由上海飛抵廣州[2]:8803。
- 2月5日——行政院遷移廣州辦公，南京惟留代總統辦公處，負責「和談」事項[3]:169。中國共產黨發表聲明，抨擊1月31日政府聲明，堅持懲辦日本戰犯及國內戰犯[4]:514。
- 2月6日——張治中辭和談代表，並與陝西、甘肅、寧夏、青海、新疆5省軍政首長會商時局[4]:514。南京人民和平代表團在青島與中共方面聯繫，中共同意接待，給以私人和參觀名義，要求報告代表團成員名單，不得有記者隨行[2]:8806。
- 2月7日——中國共產黨廣播，允上海顏惠慶、章士釗以私人資格前往北平參觀，拒絕甘介侯；並再度聲明和平談判準備工作尚未做好，目前無從談起[4]:514。中國國民黨留滬中央執行委員、監察委員40餘人，在市銀行召開座談會，決定電請廣州中央黨部從速召開中央常務委員會及全體會議，討論局勢[2]:8807。
- 2月8日——行政院任命張發奎為陸軍總司令[7]。
- 2月10日——中央銀行所存黃金白銀運至台灣、廈門（上海僅餘黃金20萬兩）[4]:514。
- 2月11日——國史館館長戴傳賢在廣州自殺（生於四川廣漢，是中國國民黨元老，曾任國立中山大學校長，掌考試院長達20年，著有《日本論》）[4]:514。
- 2月12日——蔣介石命顧祝同通知青島守軍劉安祺暫勿撤離（美國改變撤退青島美國海軍計劃，要求中國駐軍同守）[4]:515。
- 2月13日——李宗仁授意其政治顧問甘介侯，組織一私人代表團飛北平，邵力子等同行[3]:168。中共廣播反對國際調處中國和平[4]:515。
- 2月14日——閻錫山飛南京接洽空投事宜，由梁敦厚代理山西省政府主席[3]:164。空軍總司令部遷移台北辦公[2]:8816。
- 2月15日——顏惠慶、邵力子等與中共北平市長葉劍英晤談[4]:515。
- 2月16日——行政院決議，以周喦任浙江省政府主席（代陳儀），朱鼎卿任湖北省政府主席（代張篤倫）；中共廣播痛斥國民黨死硬派，聲明戰犯必須懲罰，其數目將為100多人[4]:515。
- 2月20日——劉安祺至溪口向蔣介石報告青島狀況，蔣介石指示仍照原定計畫放棄[7]。
- 2月21日——邵力子等代表轉至石家莊，與毛澤東、周恩來會晤[3]:168。
- 2月22日——顏惠慶、邵力子等與傅作義、鄧寶珊自北平到石家莊，晤毛澤東、周恩來，商國共和談，南北通郵通航[4]:515。
- 2月23日——北平《人民日報》報導，華北人民政府2月20日遷到北平並開始辦公[8]:77。
- 2月24日——顏惠慶、邵力子等返抵北平[4]:515。李宗仁以和平草案提請行政院同意，並決定政府正式和談代表團由張治中、邵力子、黃紹竑、章士釗、李蒸、劉斐六人組成，由邵力子任首席代表[3]:168。
- 2月25日——國軍海軍最大之巡洋艦「重慶號」官兵經中共上海局、南京市地下黨之策動，在艦長鄧兆祥率領下，於上海吳淞口宣布投向中國共產黨，開往烟台[2]:8828。
- 2月26日——中國共產黨宣佈以周恩來、林伯渠、林彪、葉劍英、李維漢等為「和談」代表，由周恩來任首席代表，談判日期定於4月1日，地點在北平，以毛澤東所提八項條款為基礎[3]:168。
- 2月27日――廣州立法委員致電院長童冠賢，要求取消2月28日在南京復會之決定，並通各地立法委員，促請到廣州商談復會地點[2]:8830。北平國軍全部歸入「人民解放軍」建制；中共北平軍管會通令：停止外國記者活動，並令美國新聞處停止發稿[4]:515。

### 3月

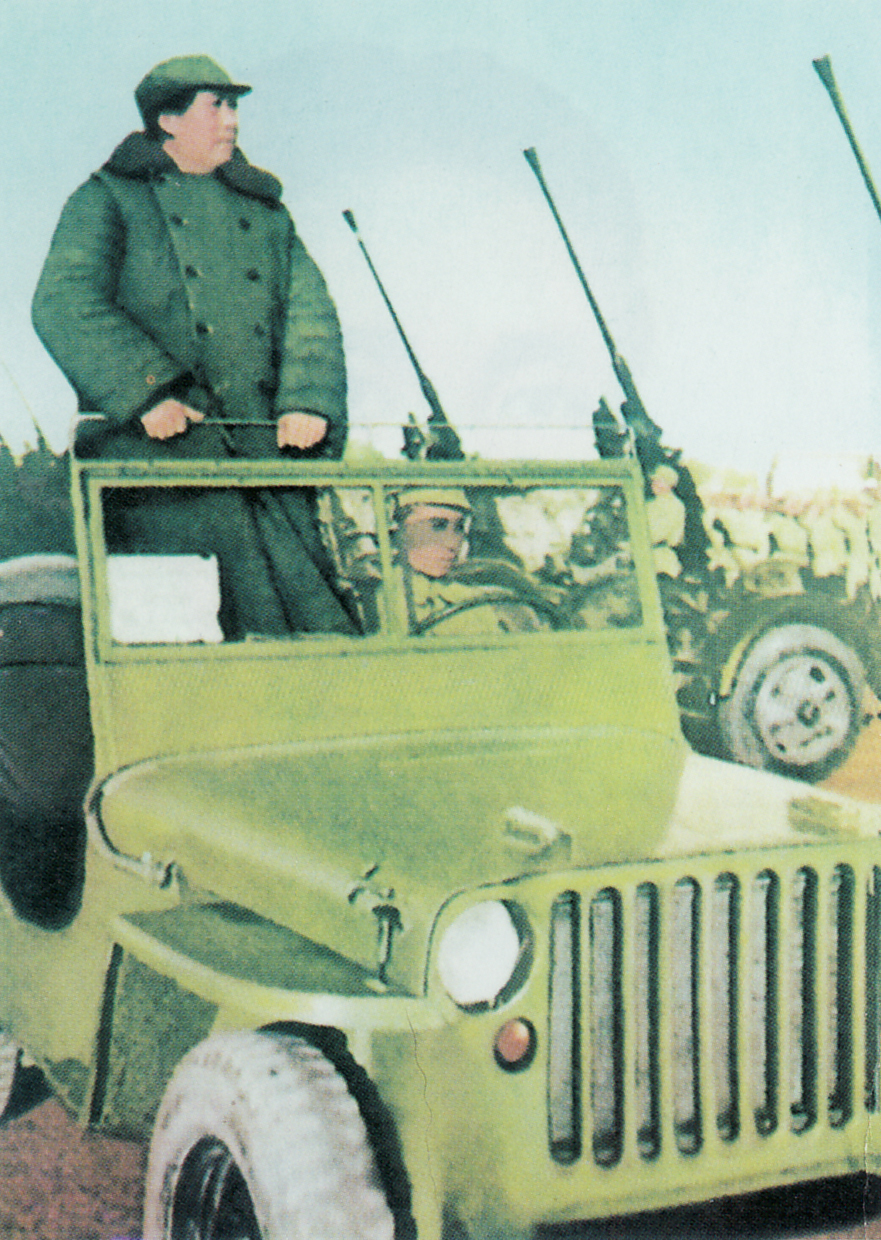
1949年3月25日，中共中央进驻北平，在西苑机场举行阅兵式。

- 3月1日——台灣省實施限制入境辦法[4]:515。
- 3月3日——張治中攜李宗仁函到奉化，商和平條件，吳忠信亦至（李宗仁命吳勸蔣出國）[4]:515。
- 3月5日——中共七屆二中全會在西柏坡召開，中央委員和候補中央委員共53人出席，主要議題是為奪取全國勝利及後各項工作制定方針政策，是中國共產黨在民主革命時期召開之最後一次中央全會[6]:570。
- 3月7日——行政院長孫科向李宗仁提出辭呈，李宗仁即與在溪口之張治中、吳忠信相商，提出幾個繼任人選，特別着重於何應欽[2]:8837。
- 3月8日——孫科因與李宗仁意見不合辭職[3]:169，行政院全體政務委員呈請辭職[4]:516。
- 3月12日——李宗仁提名何應欽組閣，並經立法院之同意[3]:169，即由總統明令發表[4]:516。
- 3月15日——立法院通過「簡化行政機構案」，行政院裁併為內政、外交、國防、財政、教育、經濟、交通、司法行政8部，及蒙藏、僑務2委員會[4]:516。
- 3月17日——中共七届二中全会提出党的工作重心由乡村移到城市[11]。
- 3月19日——國軍陸戰隊司令部改編為陸戰隊第一師[7]。
- 3月21日——國際商會中國分會會長陳光甫赴曼谷，參加聯合國遠東經濟委員會會議[2]:8848。
- 3月23日——劉少奇同毛澤東等中央領導人離開西柏坡[6]:572。
- 3月24日——監察院成立國家財物清查委員會[4]:516。
- 3月25日——中共中央、人民解放軍總部機關由河北省平山縣西柏坡移到北平；毛澤東、朱德、劉少奇、周恩來、任弼時等於3月23日出發，途經唐縣、保定、涿縣，於是日到達北平；西苑機場舉行盛大閱兵式，毛、朱等檢閱解放軍部隊；傅作義應邀參加檢閱[2]:8851。隨後中共中央機關暫駐香山[6]:572。李宗仁復派邵力子、黃紹竑、張治中、章士釗、李蒸組成和談代表團，邵力子為首席代表[2]:8851。
- 3月26日——中國共產黨宣布4月1日開始談判，地點在北平，派周恩來、林伯渠（祖涵）、林彪、葉劍英、李維漢（後增加聶榮臻和李立三）為代表，周為首席代表[4]:516。
- 3月28日——蔣約見俞大維，商談組織與技術問題[4]:516。海軍封鎖長江安慶江面[2]:8854。
- 3月29日——行政院加派劉斐為代表，並指定張治中為和談首席代表[4]:516。
- 3月30日——發現重慶號於葫蘆島，國軍空軍出動炸沉[7]。
- 3月31日——中共主和談秘密進行，中外記者不准作任何報導[4]:516。
- 國軍評估台灣各要塞管制範圍，因應需求不再擴大開放範圍[7]。

### 4月
- 4月1日——張治中等飛抵北平[3]:169。海南特別行政區行政長官公署成立[7]。
- 4月2日——蔣指示中國國民黨中央黨部和談原則：一、和談必須先訂停戰協定；二、共軍渡江，和談即停[4]:516。
- 4月5日——「和談」預備會議開始[3]:169。行政院第五十二次會議通過特派張群為西南軍政長官、白崇禧為華中軍政長官（4月14日李宗仁以總統明令發表），派李良榮為福州綏靖公署主任[2]:8865。
- 4月7日——中共連日廣播，要求南京政府投降[4]:516。
- 4月10日——李宗仁乘閻錫山至溪口晉謁蔣介石之便，托其帶書請示機宜[3]:169。
- 4月11日——廣州《中央日報》發表〈和平與投降的分野〉社論[4]:517。
- 4月15日——「國內和平協定」提出[3]:169。
- 4月16日——華中剿匪總司令部改稱華中軍政長官公署[7]。
- 4月17日——李宗仁致電蔣介石，請其復職，繼續領導戰爭[3]:170。
- 4月19日——中國國民黨和平問題特種委員會會商中共「國內和平協定」，拒絕解放軍渡江要求[4]:517。
- 4月20日——中國國民黨中央常務委員會發表聲明，称中國共產黨之「國內和平協定」歪曲事實，超出和議原則，失去和平條款之性質[3]:170。勸告中國共產黨懸崖勒馬，立即停戰，政府與中國共產黨之最後「和談」因之破裂[3]:170。解放軍開始砲轟長江南岸，是夜解放軍50萬人分道渡江[3]:170。
- 4月21日——毛澤東、朱德向中国人民解放军發佈總攻擊令，於是解放軍大举渡过长江，国军江阴要塞司令戴戎光叛變，解放軍得南下[3]:170。政府代表張治中、邵力子等均投向中國共產黨[4]:517。英艦紫石英號負傷，被迫停於鎮江以東江中，其餘3艘英艦逃走[2]:8883。
- 4月22日——太原战役历时半年，解放军攻佔太原，国军15万余人全部阵亡。解放軍攻陷蕪湖[3]:172。南京政府各院、部、會撤遷廣州，總統府遷往上海[2]:8885。幾乎全部政府官員都離開南京，晚間隔江有重砲聲，大批軍隊撤退，城內沒有戰鬥[8]:121。撤遷前發表文告，聲稱堅決與中共作戰到底[2]:8885。政府發表文告，堅決作戰到底，以何應欽兼國防部長，統一各軍指揮[4]:517。並正式通知在南京之各國外交使團迅即撤往廣州[2]:8885。參謀總長改為國防部長之幕僚長[7]。

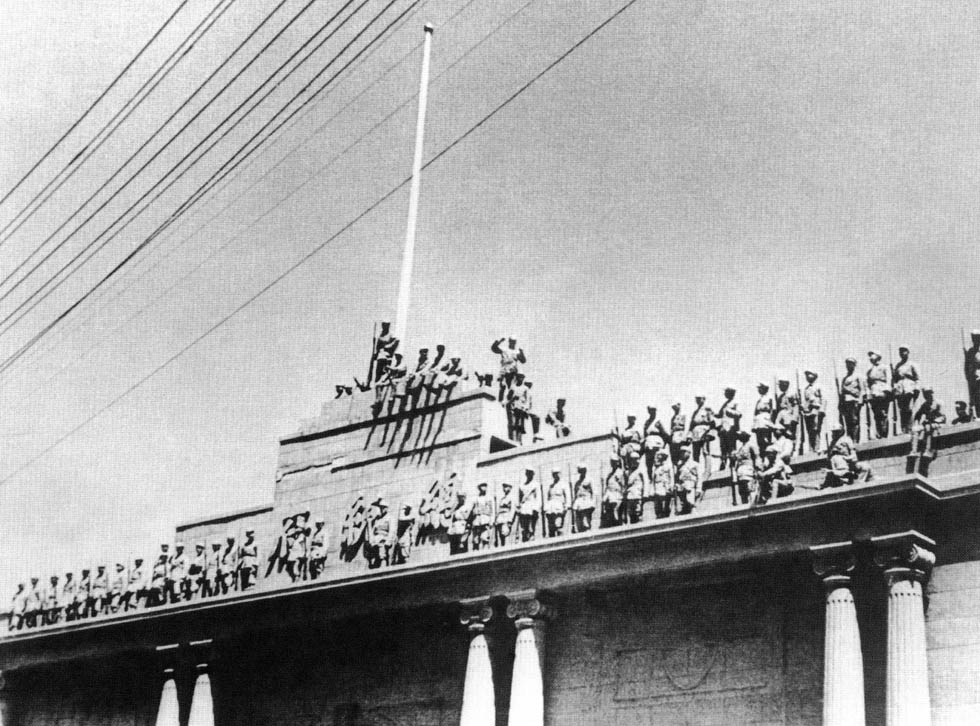
1949年4月中国人民解放军占领南京总统府

- 4月23日——南京撤守，李宗仁遁桂林[3]:170。國軍退出南京，飛機場起火[4]:517。國軍分向上海、浙江、江西轉進[7]。南京所有沿長江佈防之國軍奉命撤退到錢塘江防線；南京全市各處貼出佈告，宣佈共黨4月24日上午7時起接管南京市政府，暴徒搶劫持續[8]:123。
- 4月24日——南京解放軍在上午5時許開始從西北門進城；上海報紙報導，中國國民黨上海市黨部主任委員方治已抵達台灣[8]:123-124。太原城破，國軍巷戰慘烈，梁敦厚集合文武官員等人於指揮所，集体自杀，舉火同燼，謂不令屍骸見敵，寫下戰爭悲壯一頁[3]:164。史称“太原五百完人”。劉少奇起草《中國人民革命軍事委員會關於國家財政經濟機構的組織大綱（草案）》：「由於人民革命戰爭在全國範圍的勝利，迅速恢復與發展國民經濟，以供給目前人民革命戰爭的需要及改善人民生活之目的，即須建立從上至下的國家的財政與經濟機構。」[6]:589
- 4月25日——蔣介石離溪口[4]:518。
- 4月26日——蔣介石抵上海指揮軍事，駐節復興島[3]:170。京滬杭警備總司令部政務委員會在上海成立[2]:8894。
- 4月27日——蔣介石發表《告全國同胞書》[3]:170。蔣由象山港登太康艦赴上海巡視[7]。行政院決議停止共區郵電滙兑，撤銷和談代表團[4]:518。
- 4月28日——中國國民黨中央常務委員會發表《告全體黨員書》，要求全體響蔣介石號召[3]:170-171。中國國民黨中央常務委員會通過「中央非常委員會組織條例」，以代行中央政治委員會職權，由蔣任主席，李宗仁為副主席，主持動員戡亂及其他重大事件[3]:171。由上海到廣州之新聞記者丁中江、陸鏗創辦之《天地新聞日報》，是日在頭版全文刊載4月21日中國人民解放軍向全國進軍命令，發行人陸鏗、總編輯董品超被廣州警備司令部逮捕，該報被勒令停刊，次日廣州《當代日報》因譴責中國國民黨拒絕和平協定，遭廣州警備司令部勒令停刊七天[2]:8897。
- 4月29日——解放軍渡江各軍追殲由南京、鎮江、蕪湖等地向南撤退之國軍，在蘇州、長興、廣德、涇縣、彭澤之線以北地區內，自4月22日以來，已殲國軍第四、二十、二十八、四十五、五、六十、八十八、九十九等八個軍全部及第三十軍大部，第四十六、五十四、九十六軍各一部，生俘國軍8萬餘人，聚殲戰役結束[2]:8897。
- 4月30日——毛澤東以中國人民解放軍總部發言人李濤之化名為英國軍艦之暴行發表聲明，要求英、美、法三國在中國之軍艦、軍用飛機、陸戰隊等武裝力量迅速撤離中國之領水、領海、領土、領空，不要幫助中國人民之敵人打內戰，斥責英國保守黨首領丘吉爾和首相艾德禮為英艦侵入中國長江、並向解放軍發炮攻擊之暴行辯護以及要武力報復之恫嚇[2]:8897。蔣緯國自台灣到上海，向蔣介石報告台灣情況[2]:8898。
- 國軍陸戰隊第二師成立[7]。

### 5月

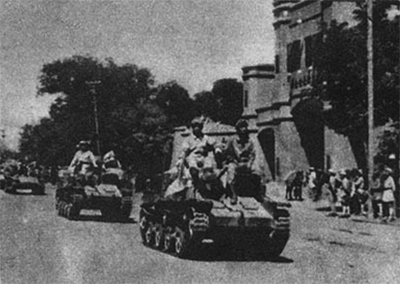
解放军进入西安

- 5月1日——上海外圍崑山發生戰事；上海「永興艦」謀叛，未成[4]:518。桂林綏靖公署成立，李品仙任主任，黃旭初、莫樹杰兼副主任[2]:8900。西南軍政長官公署成立[7]。
- 5月2日——居正、閻錫山、李文範等相偕飛桂林，促請李宗仁早日赴廣州[3]:171。原太原綏靖公署主任閻錫山在中國國民黨中央紀念周上報告山西潰敗經過，檢討錯誤所在與個人對時局之意見，承認政府軍事上「犯戰略上的錯誤」等六大失敗原因[2]:8901。京滬杭警備總司令部命令，派交警總局長馬志超為上海市區守備兵團指揮官，該兵團歸淞滬警備司令陳大慶指揮[2]:8901。
- 5月3日——監察院在廣州舉行第五十次會議，出席委員劉哲等45人，于右任主席，會議討論今後工作重點放於督促政府全面改革，並通過以全體監委名義電促李宗仁赴廣州主政[2]:8902。
- 5月4日——解放軍攻陷杭州[3]:172。行政院政務會議以西北軍政長官張治中留北平未返，不能回任所行使職務，予以免職，派郭寄嶠代理西北軍政長官；另決定自5月起，文武公務員待遇一律改用關元計算，並予以保值折發金圓券[2]:8903。青島國軍防線撤到靠機場附近之內圍防線，前哨只有少數輕兵防守；國軍估計有3萬5千人，山東省政府主席秦德純仍設法向上海爭取經費，以應付政府開銷；劉安祺被緊急要求去見蔣討論青島形勢[8]:137-138。
- 5月5日——李宗仁致書美國總統杜魯門，詆譭過去政府之措施[3]:171。英國內閣宣布對中國採取放手政策[4]:518。毛澤東致電斯大林，請其對解決經濟任務提供幫助；謂：「不解決這一經濟建設的任務，我們便不能鞏固革命的果實，便不能完成革命。」、「因此，請您滿足我們的請求，派遣蘇聯專家給我們。」[2]:8904
- 5月6日——安新战役结束，解放军攻占安阳县城（今河南省安阳市主城区）。解放军取得国军在华北平原最后据守的城池。同日，解放軍攻陷嘉興[3]:172。
- 5月6日——立法院第三會期第十七次會議在廣州舉行，出席委員192人，童冠賢主席，討論挽救目前財政危機問題，主張徵用豪富金銀，充作戰費[2]:8905-8906。
- 5月7日——閻錫山於5月4日㩦方案到上海與上海與蔣介石經三日商談，蔣表示完全同意交出一切權力，他五年之內，亦不復過問政治，但「決不出國亡命」；是日閻由上海到桂林，向李說明所要求六事，蔣己承認五事半；陳濟棠、朱家驊亦自廣州到桂林，共同促李宗仁赴廣州；同日，白崇禧應李宗仁電召，由長沙到桂林[2]:8906。上海經濟情勢繼續惡化，生意不斷減少，生產下降，失業增加[8]:142-143。蔣介石由上海啟程至舟山[3]:173。
- 5月8日——李宗仁返廣州，攻擊蔣介石[3]:171。李宗仁經兩次促駕，在閻錫山等陪同下由桂林飛抵廣州，發表書面談話，中共「破壞和談，一意孤行」，表示只有作戰到底；又昭告官民，「上下一心，協助政府完成安邦定亂之重任」；李宗仁到廣州後，即會同何應欽、白崇禧擬定全線防守計劃[2]:8907。
- 5月10日——中共中央東北局決定遼寧省委與安東省委合併，成立遼東省委，書記張聞天，副書記劉瀾波；遼西省委與遼北省委合併為遼西省委，書記郭峰，副書記喻屏；合江省委與松江省委合併，成立松江省委，書記張策[2]:8909-8910。
- 5月11日——南京市人民政府成立，劉伯承任市長，柯慶施、張霖之任副市長[2]:8910。美國駐北平總領事館報告美國國務院，中共接管北平市，接收過程有效率、順利、沒有脫序或破壞，軍事委員會派出各種行政單位代表負責及控制各機構，行政體系大體維持不變，解放軍初步接收工作算是成功[8]:146。
- 5月12日——上海戰役開始[2]:8910。解放軍攻陷太倉、崑山[3]:172。蔣介石到定海[4]:518。上海《中國每日論壇報》報導，警備總司令部政治委員會下令，所有仍在上海運作之中央政府機構，必須在兩週內撤離上海，不得再提供經費；民主聯盟人士羅隆基與張瀾，被警備司令部拘押在虹橋醫院，不能見客外國記者也不能去探望[8]:147-148。
- 5月13日——立法院通過「支持政府作戰到底案」[4]:518。海南島行政長官陳濟棠應陳誠之邀請，偕顧問孫家哲乘機飛台，商討台灣及海南島聯防計劃；陳攜帶李宗仁親書長信一封轉交陳誠、居正，請二人速赴廣州一行，集商要事[2]:8911。國軍海軍第二軍區司令部擬訂海軍青島區緊急撤退計畫書[7]。
- 5月14日——中國國民黨中常會、中政會召開聯席會議，商討軍事、經濟、外交等重要事宜，並決定推舉吳鐵城、吳忠信、李文範、白崇禧、閰錫山、陳濟棠、王寵惠七人起草軍委會組織章程及黨內革新方案[2]:8912；廣州警備司令部發言人宣布，自5月15日起廣州進入戰時狀態，開始疏散家屬[2]:8913。第十一綏靖區（青島）訂定撤退計畫[7]。
- 5月15日——國軍退出武漢三鎮，馳援南昌[4]:518。華中軍政長官公署白崇禧移衡陽辦公[3]:173。
- 5月16日——中國國民黨中央政治會議議決，請中央黨部及政府分別通令全體黨員及官吏人民，如有再發求和言論者，以「叛逆」論，予以黨紀國法處分[2]:8916。盛世才岳父邱宗浚全家被滅門。
- 5月17日——蔣介石偕蔣經國抵達馬公島；中國國民黨中央執行委員會電請蔣介石「打銷遁迹遠隱之意」；蔣經國感慨：此時中樞無主，江南半壁，風聲鶴唳，草木皆兵，「父親決計去台，重振革命大業。從此已無緣再享此人間清福」[2]:8917。
- 5月18日——行政院第六十次政務會議決議：一、西北軍政長官公署代長官郭寄嶠無庸代理，派馬步芳副長官升代；二、特派盧漢為雲南綏靖公署主任，谷正倫為貴州綏靖公署主任；三、派黃旭初兼桂林綏靖公署副主任，莫樹杰為桂林綏靖公署中將副主任，甘麗初為增設副主任；會議通過立法院關於向宋子文、孔祥熙、張嘉璈三人徵借之緊急動議；同日，張嘉璈致函行政院，聲稱在任職期間奉公守法，以薪水收入開支，並無多餘個人財產[2]:8918。
- 5月19日——自由中國反侵略大同盟假留德同學會舉行大會，鄒魯、余家菊、梁寒操、陸鏗、唐縱、陳立夫、徐源泉、洪蘭友等數十人出席，由閻錫山主席，通過該會組織綱領八章14條[2]:8920。
- 5月20日——胡宗南主動撤離西安[3]:174。臺灣省開始戒嚴[7]。
- 5月21日——中国共产党与英国就“紫石英”号事件交涉。解放軍攻陷南昌[3]:173。上海戰事緊急，海空交通全停[4]:518。
- 5月22日——解放軍占領江西南昌；立法院通過「懲治叛亂條例」[4]:518。
- 5月23日——教育部長杭立武邀請該部歷任部長蔣夢麟、李書華、朱家驊、陳立夫、王世杰、梅貽琦、陳雪屏七人，會商反共內戰期間教育施政方針，主要內容為加強反共思想訓練青年，實行「教育文化鬥爭」；次日，蔣夢麟等受李宗仁邀請，座談是否重行建立一種戰時教育體制[2]:8924-8925。
- 5月24日——國民黨籍立法委員徐源泉等368人於廣州聯名上書總裁蔣介石，要求蔣到廣州「領導同志修明黨務」以「共赴時艱」；立法院會議通過《懲治判亂條例》及《修正三十八年整理美金公債條例案》、《挽救目前財政危機，以免全部崩潰案》等議案[2]:8925。下午，湯恩伯京滬杭警備總司令、石覺淞滬防衛司令部和陳大慶淞滬警備司令部，相繼撤至吳淞登上兵艦[2]:8925。
- 5月25日——上海人民熱烈迎接解放[2]:8926。國民黨反共分子組成「中國反侵大同盟」下午3時於廣州舉行成立大會，出席者閻錫山、陳啟天、陳立夫、張道藩等200餘人；推選閻錫山、陳啟天、胡適、于斌、陳立夫、賀衷寒等30餘人為執行委員；發表宣言，提出所謂八個目標和八項任務，叫嚷「反對赤色恐怖」，「嚴肅反共陣營」；閻錫山在會中致詞，號召其成員「要以戰鬥的姿態，緊密的團結，堅決的奮鬥，抵抗慘暴共產黨的南侵，進而打回老家去」[2]:8926-8927。李宗仁代總統令：派湯恩伯為京滬杭警備總司令部政務委員會主任委員[2]:8926。青島第一綫部隊開始轉進[7]。廣東省政府成立遷府委員會，處理遷逃海口事宜；5月31日，廣東省政府主席薛岳派省府委員蕭次尹、韓漢英赴海口部署，省政府秘書處及各廳重要檔案開始起運[2]:8927。淞滬防衛司令石覺召集各軍長，面示撤退機宜、分配船隻，黃昏後開始行動[7]。
- 5月26日——蔣介石到高雄[4]:518。上海最後撤退船舶駛離吳淞口[7]。

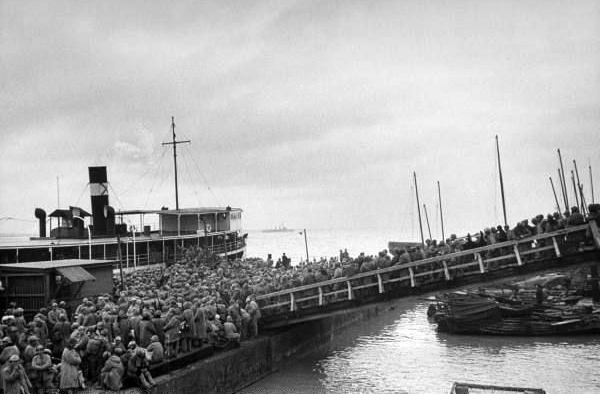
1949年国军在吴淞上船撤往台湾

- 5月27日——解放軍完全占有上海[4]:518。上海戰役結束[2]:8928。國軍始主動向舟山、台灣方面撤退[3]:172。蔣介石自高雄到台南，會見前來調解蔣介石、李宗仁矛盾之于右任[2]:8928。
- 5月30日——何應欽內閣為惡劣情況所壓迫，全體總辭[3]:171。
- 5月31日——李宗仁提名居正繼任行政院長，遭立法院否決[3]:171。
- 陸軍訓練司令部開始規劃「台灣防守計畫」[7]。
- 海軍第一軍區司令部由上海移駐定海，第二軍區司令部由青島移駐榆林，第三軍區司令部由左營移駐基隆[7]。

### 6月
- 6月1日——上午，立法院舉行會議，審議李宗仁提名居正為行政院長一案，投票結果，以一票之差被否決[2]:8931；蔣介石父子在台北拜訪吳敬恆，晤談後抵達岡山，於傍晚偕蔣經國等視察高雄要塞，次日在高雄進一進步研究台灣整軍、防務及軍政等問題，他認為「今後應以台灣防務為第一」；中國國民黨中央監委常委會上午舉行會議，討論黨紀處分案，決議將參加孫文主義革命同盟之中國國民黨員劉不同、楊玉清、高宗禹、貢沛誠、鄭吳明、諶小岑、楊沛如等永遠開除黨，並由法院依法辦理；次日，行政院密電通飭所屬各級機關，協拿孫文主義革命同盟盟員[2]:8932。中共領袖周恩來透過可靠中間人傳遞訊息給美國駐北平總領事館副官巴瑞特，堅決反對美國援助中國國民黨，但認為美國真正關心中國人民，這可作為兩國友好基礎；周希望建立美國與中國之間良好工作關係，因為在任何政權下，只要中國動亂，對亞洲和世界和平都是威脅[8]:169-170。
- 6月2日——上午4時30分，青島國軍所有裝運軍、警撤退之船隻均全部駛膠州灣，部份在城外之部隊，及大約2千名在青島五號碼頭之官兵被遺棄[8]:174。中國國民黨中政會今晨在廣州舉行，吳鐵城主席，李宗仁提名閻錫山出任行政院長，經全體與會委員一致同意[2]:8932；國防部由廣州遷重慶[2]:8933。美國駐北平總領事館報告建議不妨提出答覆周恩來：美國是中國人民的友人，並希望繼續作為友人[8]:175-176。
- 6月3日——青島國軍劉安祺部全部撤離[4]:519。立法院第三會期第二十五次會議以254票贊成，56票反對，通過李宗仁提名閻錫山出任行政院長組閣[2]:8933。
- 6月5日——閻錫山由台灣返回廣州，對記者談話宣稱：他組織的新內閣，目標是爭取軍事勝利，穏定金融，提高士兵及公務人員待遇，組訓民眾，加大地方職權等；廣東省政府派第四編練司令官歐震兼任廣東省保安司令部代司令[2]:8935。國軍陸軍總部由韶關遷廣州[7]。
- 6月6日——李宗仁在廣州講演，鼓勵中國國民黨人「重新領導革命運動」，痛改前非，肅清一切自私自利心理，捐除以往恩怨是非成見；同日，閻錫山談話，「確保華南，寸土必爭」，要求英、美等國予以支持[2]:8935。
- 6月7日——閻錫山在廣州招待中外記者，宣稱：「今後政府決不再考慮與共黨言和，堅決領導全國軍民戡亂到底。」[2]:8936
- 6月8日——江西、湖南、浙江、福建、廣東、廣西戒嚴[4]:519。
- 6月10日——閻錫山內閣組成，副院長朱家驊，閻錫山、胡適、徐堪、李漢魂、劉航琛、杭立武、張知本、端木傑分別兼任國防、外交、財政、內政、經濟、教育、司法行政、交通部長，關吉玉、戴愧生兼任蒙藏委員會、僑務委員會委員長[4]:519。上海军管会查封上海证券交易所。
- 6月11日——中國國民黨設立最高決策機構，以蔣中正、李宗仁、孫科、居正、于右任、閻錫山、何應欽、張群、陳立夫、吳鐵城、吳忠信、朱家驊為中央非常委員會委員[4]:519。
- 6月12日——閻錫山在廣州就任行政院長職，並兼任國防部長[3]:171。西北軍政長官馬步芳率部包圍咸陽[3]:175。
- 6月14日——馬步芳率部包圍西安[3]:175。美國代理國務卿訓令駐北平總領事，以最慎重方式回覆周恩來要求美國援助之事，國務院回覆重述美國對中國之傳統密切友誼，維護中國領土、行政之獨立完整，以建立穩定、統一和獨立之國家，並重申在互利、互相尊重之基礎上，與中國維持關係[8]:181-182。
- 6月15日——中共在北平召開「新政治协商会议」（6月19日，結束。）[4]:519。台灣省政府公布「臺灣省幣制改革方案」、「新臺幣發行辦法」，實行幣制改革[12]:305。
- 6月16日——美國代理國務卿向美國總統杜魯門報告有關周恩來傳達之訊息及美國回覆要點，杜魯門表示同意，並囑咐要非常慎重處理，不能顥示美國對共黨立場有任何軟化，而要觀其行[8]:183。
- 6月20日——行政院宣布自本月26日起，封鎖上海、天津、秦皇島、寧波、永嘉等港口（6月25日，外交部聲明關閉上海、天津等港口，並非執行封鎖。）[4]:519。
- 6月21日——蔣介石抵達桃園。劉少奇、王稼祥從北平出發去蘇聯秘密訪問，蘇聯總顧問、蘇聯交通部副部長科瓦廖夫，鄧力群、戈寶權、師哲陪同，後會合高崗到大連乘機於6月26日抵達莫斯科[6]:593。
- 6月22日——美國駐北平總領事館武官巴瑞特報告向美國國務院建議，主張放棄對周恩來之訊息之答覆，但駐北平總領事認為仍應依計劃進行[8]:186。
- 6月24日——蔣介石至台北草山，決定設置「總裁辦公室」[7]。
- 6月26日——張發奎辭陸軍總司令，遺缺由顧祝同兼任[7]。海軍總司令桂永清由廣州飛台，執行港口關閉工作[7]。
- 6月29日——美國照覆外交部，不承認關閉港口為合法，除非能有效實施封鎖[4]:519。
- 6月30日——毛泽东发表《论人民民主专政》，阐明即将成立的中华人民共和国的性质，各阶级在国家政权中的地位以及新中国内政外交的基本政策，对“人民民主专政”范畴作出基本定义，成为即将建立国体的理论基础[13]。外交部照覆美國，關閉港口係主權範圍之內，盼能與中國政府合作；政府連日會商，確保華南各省[4]:519。

### 7月
- 中國國民黨非常委員會指出：「在上海、漢口、平、津及廣州的同志，都在有意無意之間和買辦、流氓妥協；在其他各省的同志，亦均與土豪劣紳結不解的政治緣。買辦、流氓、土豪劣紳本都是時代的渣滓，應在肅清之列，但由於一些同志的畏難苟安，不去肅清他們，結果他們的勢力就反而壯大起來，變成了各地的實際統治者。」[14]:292雲南省政府已停止把稅收交廣州中央政府，貴州省政府正式宣佈不准撤退之軍隊和難民入貴州省境[8]:189。
- 7月1日——中國國民黨總裁辦公室成立[15]:241。為統一華南軍事，明令華中軍政長官公署，統一指揮湖南、湖北、江西、廣西等四省作戰，由南昌指揮所調整成贛州指揮所，亦歸白崇禧指揮[7]。
- 7月2日——中华全国文学艺术工作者代表大会在北平举行。毛泽东到会讲话，郭沫若做了报告总结。大会通过了中华全国文学艺术联合会章程；成立了全国文学艺术界联合会，简称全国文联；选举郭沫若为主席。美國駐廣州總領事館認為司徒雷登到北平之「利」似乎很明顯，但不論去或不去，國務院應考慮到廣州總領事館接到無數之要求，希望司徒大使回美前能到廣州一行[8]:183。
- 7月3日——行政院公佈「改革幣制令」，發行銀元券，規定其價值等於硬幣銀元一元；惟以戰局之變化，迅即失敗，市面交易仍以黃金外幣為媒介[3]:172。
- 7月8日——解放軍已向福州集結，蔣介石由台北飛福州，與福建省政府主席朱紹良談軍政問題[7]。
- 7月10日——蔣介石應菲律賓總統季里諾邀請，飛馬尼拉訪問，與季里諾會議於碧瑤[3]:174。
- 7月11日——中共和蘇聯於克里姆林宮的聯共中央政治局會議室正式會談，劉少奇、高崗、王稼祥、斯大林、莫洛托夫、馬林科夫、貝利亞、米高揚、布爾加寧及有關軍隊領導人參加[6]:594-595。
- 7月12日——蔣介石與季里諾發表聯合聲明，號召成立亞洲反共聯盟[3]:174，回台南[10]:226。行政院長閻錫山飭國防部擬定反攻計畫，分三區域、四年作戰[7]。
- 7月13日——澎湖發生澎湖七一三事件。石覺任舟山防衛司令官[7]。
- 7月14日——蔣介石到廣州接見各軍政首要人物[10]:226-227。
- 7月15日——青島地方人民法院7月11日成立，至此共黨機構完成接管青島，使除了共黨長期死忠者外，其他人都進入不確定時代，有許多人擔心生命安全[8]:200。
- 7月16日——国军开始从中国大陆陸續撤退至台灣，中国大陆各地紛紛被中國共產黨执掌政权。解放軍攻陷宜昌[3]:173。蔣介石就任中央非常委員會主席[3]:174。
- 7月18日——行政院任命陳誠為東南軍政長官，管轄江蘇、浙江、福建、台灣、海南等五省，長官公署設於台灣[7]。
- 7月20日——中國國民黨宣佈要在台北成立總裁辦公室，黃少谷任秘書長，下設黨政組，主任谷正綱；外交組，主任王世；財政組，主任俞鴻鈞；軍事組，主任王東原；秘書處，主任張其昀[8]:206。
- 7月22日——蔣介石搭乘華聯輪由廣州蒞臨廈門巡視[7]，太康艦途中擔任護航及屏衛[16]。
- 7月24日——蔣介石飛返台北[3]:174。
- 7月25日——李宗仁秘書朱昌渭向美國駐廣州總領事館透露，閻錫山內閣7月23日決議，批准招募「外籍兵團」，包括美國、日本及其他國家軍人協助作戰；朱說，陳納德已掌握有大批空軍志願軍[8]:209-210。
- 7月26日——解放軍攻陷株洲市[3]:173。
- 7月29日——解放軍攻陷常德[3]:173。
- 7月底——發行人民幣總數為2,800億元；至11月中旬為16,000億元，財政總收入只占總支出34.6%，赤字達65.4%[1]:876。

### 8月

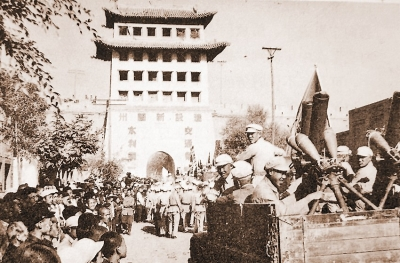
1949年8月26日，解放军攻克兰州，市民夹道欢迎解放军入城

- 8月1日——湖南省政府主席陳明仁、長沙綏靖公署主任程潛通電歸附中國共產黨[3]:173。中國國民黨總裁辦公室在草山成立[7]。
- 8月2日——解放軍攻陷遂川[3]:173。
- 8月3日——蔣介石動身飛赴定海[10]:231。
- 8月5日——政府任命黃為湖南省政府主席，自動放棄長沙，集中國軍於衡陽附近[3]:173。美國國務院為辯護其對華靜觀政策，發表「中美關係白皮書」[3]:174。蔣接報美國國務院發表1,000頁的《中美關係白皮書》，不滿蔣政府[17]:532。
- 8月6日——解放軍攻陷遂川[3]:173。台灣與海南島國軍增援廣州[7]。蔣從定海飛往韓國訪問，並發表聲明：「余自將藉此訪問之良機，與李承晚總統充分交換意見，不僅商談有關中韓兩國當前重要諸務，並將討論遠東各國籌組反共聯盟問題。」[2]:8982-8983
- 8月7日——蔣和李承晚在韓國镇海舉行第一次会議，就中韓關係及組織遠東聯盟問題交換意見[2]:8984。
- 8月8日——蔣介石與李承晚發表聯合聲明[10]:235，同意碧瑤會議之聯盟主張，並將採取步驟以促成反共聯盟之實現[3]:174。
- 8月15日——東南軍政長官公署在台北成立[7]。
- 8月16日——解放軍攻陷贛州[3]:173。
- 8月17日——解放軍攻陷福州[3]:173。政府任命湯恩伯主持福建軍政，湯恩伯集中所部主力於廈門[3]:173。
- 8月19日——國軍海軍開始點編[7]。
- 8月23日——蔣介石飛往廣州，與李宗仁、閻錫山等籌劃戰守事宜[3]:174。解放軍派數百艘快艇在重炮火掩護之下，已肅清舟山群島白沙島上之國軍[18]。
- 8月24日——蔣介石轉往重慶[19]:221，主持西南軍政人員會議[3]:174。蔣父子飛往四川重慶，希望在四川保留最後據點[17]:532。孫震兼川鄂邊區綏靖公署主任、胡宗南兼川陝甘邊區綏靖公署主任[7]。東南軍政長官公署制訂「東南區作戰計劃」[7]。
- 8月25日——任命關麟徵為陸軍總司令[7]。
- 8月26日——國軍克復湘鄉[3]:173。國軍撤出蘭州[4]:521。馬步芳率部主動撤至河西走廊，甘肅省政府西遷張掖辦公[3]:175。
- 8月27日——东北人民政府成立，高岗任主席，李富春、林枫、高崇民任副主席。
- 8月29日——國軍克復湘潭[3]:173。
- 8月30日——東南軍政長官公署頒發命令，設立台灣保安司令部，彭孟緝為保安同令，設立台灣省防衛司令部，孫立人為防衛司令，定於9月1日成立[2]:9000。西南軍政長官公署政務委員會舉行首次政務委員會議，會議通過《公署轄區各省戡亂時期政務提要》[2]:9000。
- 8月31日——李宗仁特派余漢謀為華南軍政長官[2]:9000。行政院會議通過派宋希濂為川湘鄂邊區綏靖公署主任，馬繼援為西北軍政長官公署副長官[2]:9000。

### 9月

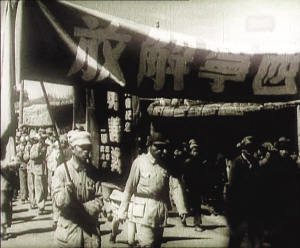
1949年9月5日，解放军进入西宁

- 9月1日——行政院發言人稱：重慶已成政府行政中心，廣州只是政治中心與政府所在地[2]:9001。臺灣省保安司令部成立[7]。
- 9月2日——解放軍攻陷西寧[3]:175。重慶市中心發生大火，延燒12小時，傷亡慘重，全市精華損失大半；中共廣播將解放西藏[4]:521。
- 9月3日——昆明發生動亂，中央人員被迫撤離，學生作反政府遊行[4]:521。
- 9月4日——中國人民解放軍海軍軍官學校在南京成立[4]:521。
- 9月6日——蔣銘記西安事變，離開前下令槍決楊虎城及其子女和秘書[17]:533。楊虎城及其一子一女，楊虎城秘書宋綺雲夫婦及其子在重慶中美合作所被殺害[2]:9004。
- 9月10日——新政治協商會議預備會議在北平開幕[2]:9006；國軍在番禺附近擊敗解放軍游擊隊[2]:9007。
- 9月12日——蔣介石自重慶抵成都，視察軍政設施；中共中央軍委覆電鄧小平、張際春、李達並告林彪、鄧子恢、譚政，部署進軍西南戰略，強調：「總之，我對白崇禧及西南及敵取大迂迴動作，插至敵後，先完全包圍，然後再回打之方針。」；重慶警備司令部由司令劉雨卿主持，舉行三十八年度轄區各縣局聯防會議；廣州一軍火庫爆炸[2]:9008。桂永清率領太康艦至廈門部署防務, 撤退機關和重要物資, 準備配合湯恩伯固守廈門[16]。
- 9月20日——解放軍分三路進攻廈門，遭國軍痛擊，傷亡慘重[3]:173。
- 9月21日——中國人民政治協商會議第一屆全體會議在北平中南海懷仁堂開幕，出席之各黨派團體代表634人，來賓300人[4]:522。中國人民政治協商會議在中南海懷仁堂開幕，鳴放禮炮54響[6]:602。綏遠省政府主席董其武通電投降中國共產黨[3]:175。臺灣防衛司令部成立，司令官孫立人視事[7]。
- 9月22日——蔣介石由重慶飛昆明，與盧漢約見在雲南重要將領，會商保護西南大局，後返回廣州[10]:248。
- 9月23日——蔣介石召集李宗仁、閻錫山、吳鐵城、于右任等會商召開中國國民黨五中全會、改組黨務及華南軍政事項[2]:9015。
- 9月24日——國軍空軍在南京燕子磯江面炸沉「長治號」軍艦；蔣介石在廣州接閻錫山、余漢謀、顧祝同、薛岳、李及蘭等，部署抵抗解放軍進攻；白崇禧自衡陽飛抵廣州謁見蔣介石[2]:9016。英國外交部發言人在記者招待會上表示，根據《開羅宣言》，台灣、澎湖列島已移交中國[2]:9017。
- 9月25日——解放軍第十兵團攻克嵩嶼、尾仔嶼、集美，自漳厦戰役發起後已先後殲敵1.2萬人，湯恩伯率國軍第八兵團、第二十二兵團殘部退守廈門、金門島；蔣介石接見白崇禧、閻錫山、陳立夫、顧祝同、桂永清等，會商軍事[2]:9017。新疆省警備總司令陶峙岳等通電，聲明自即日起，與廣州政府斷絕關係，服從中國人民政治協商會議領導，接受毛澤東提出和平條件，聽從中央人民政府與人民革命軍事委員會命令處理，並將新疆省政府改為新疆省臨時人民政府[2]:9017。
- 9月26日——新疆省政府主席鮑爾漢通電歸附中國共產黨，新疆不戰而易手[3]:175。新疆省政府秘書長劉孟純通電，與廣州政府脫離一切關係，即日接受中國人民政治協商會議領導[2]:9018。
- 9月27日——北平人民政治協商會議通過：國旗定為五星紅旗[4]:522。寧夏額濟納旗扎薩克兼防守司令塔旺嘉布率部通電投向中共；蔣介石在廣州邀集黨、政、軍首長閻錫山、張群、吳鐵城、白崇禧、于右任、居正、顧祝同、陳立夫、桂永清等繼續會商當前國是[2]:9018。
- 9月28日——解放軍攻陷銀川[3]:175。解放軍第十兵團第二十八軍到達廈門東北之石井集結，閩粵贛游擊縱隊占領平和、漳浦等城，對廈門形成三面包圍，國軍失去所有廈門外圍陸上據點[2]:9019。
- 9月29日——聯合國大會通過將中國「控告蘇聯違反中蘇條約侵華案」列入議程[4]:522。中國人民政治協商會議第一屆全体会议討論通过《中國人民政治協商會議共同綱領》[2]:9019。總統府令免咨政宋慶齡，國策顧問邵力子、章士釗、李明揚、張難先之職[2]:9019。解放軍進駐寧夏北部阿拉善旗首府定遠營；解放軍收復湖南、江西、廣東三省交界的汝城[2]:9020。
- 9月30日——中國人民政治協商會議根據《中華人民共和國中央人民政府組織法》，選舉毛澤東為中央人民政府主席，朱德、劉少奇、宋慶齡、李濟深、張瀾、高崗為副主席，周恩來、陳毅等56人為中央人民政府委員[6]:604。中國人民政治協商會議討論通過《中國人民政治協商會議第一屆全體會議宣言》[2]:9020。

### 10月
- 1949年张家口鼠疫[20]。
- 10月1日——中華人民共和國開國大典，政權正式成立，定名「中华人民共和国中央人民政府」，改北平為北京，以作為首都[3]:196。北京30萬軍民聚集在天安門廣場，下午3時毛澤東、朱德、劉少奇、周恩來等登上天安門城樓，毛澤東宣讀中央人民政府公告[6]:606。
- 10月2日——蘇聯政府致電周恩來，決定同中華人民共和國建立外交關係，並互派大使[1]:895。蘇聯首先承認中華人民共和國[3]:196。同日，蘇聯政府向廣州政府宣布斷絕外交關係，召回外交代表[1]:895。
- 10月3日——周恩來覆電蘇聯，表示歡迎兩國建立外交關係並互派大使[1]:895。中华人民共和国与苏维埃社会主义共和国联盟建交[21]。蔣介石乘機飛抵台北[10]:251。
- 10月4日——中华人民共和国与保加利亞人民共和國建交[21]。
- 10月5日——解放軍攻陷韶關[3]:173。中华人民共和国与羅馬尼亞社會主義共和國建交[21]。中蘇友好協會在北京成立，朱德、宋慶齡和1,000餘名群眾出席中蘇友好協會總會成立大會[6]:607。
- 10月6日——中华人民共和国与朝鮮民主主義人民共和國、匈牙利人民共和國建交[21]。
- 10月7日——中华人民共和国与波蘭人民共和國建交[21]。蔣介石乘船抵達廈門，部署福建廈門軍事[10]:252；太康艦負責護航及屏衛[16]。
- 10月8日——解放軍攻陷衡陽，湘西國軍黃杰部退入廣西[3]:175。
- 10月10日——國府遷重慶辦公[7]。
- 10月11日——蔣介石飛往定海[10]:255。
- 10月12日——國府宣佈自本日起西遷重慶辦公，廣東省政府則移設海南島[3]:173。
- 10月13日——參謀總長顧祝同下令撤離廣州。國軍放棄廣州[3]:173。
- 10月14日——中国人民解放军解放广州。解放軍攻陷桂林[3]:175。蔣介石飛抵台北[10]:256。
- 10月15日——解放軍攻陷貴陽[3]:175。解放軍攻擊廈門本島及鼓浪嶼，於鼓浪嶼大敗[7]。從本日起，華北以糧食帶頭，上海以紗布帶頭，物價開始大幅度上漲[1]:876。
- 10月16日——中华人民共和国与蒙古人民共和國建交[21]。
- 10月17日——國軍下午3時開始撤退，廈門失陷[7]。國軍自動放棄廈門，集中兵力固守金門[3]:173。國府宣布封鎖珠江口，中華民國海軍以第四巡防艇隊改編為南山衛巡防處，專責封鎖[7]。
- 10月18日——舟山新佈署，由郭懺任指揮所主任[7]。
- 10月21日——毛澤東發表「政務院」人選，以周恩來為「總理」，兼「外交部部長」，重要機構均由中國共產黨幹部任主管[3]:196。「人民革命軍事委員會」主席由毛澤東兼任[3]:196。
- 10月24日——驻守在澳门内港对岸湾仔的中国人民解放军炮攻逃入澳门内港水域停泊的国军舰艇。国军最高负责人失踪，舰艇人员四处奔逃，澳门政府扣留国军7艘舰艇与10艘机动帆船。华南局第一书记叶剑英，通过驻澳人员与澳葡政府交涉，愿以葡币（澳门元）30万换取这7艘舰艇与10艘机动帆船。澳门政府婉拒了叶剑英的要求[22]。
- 10月25日——解放軍大舉進攻金門，利用人海戰術，自古寧頭登陸，遭國軍圍攻，解放軍悉數殲滅或俘虜[3]:173。
- 10月27日——中华人民共和国与德意志民主共和國建交[21]。
- 10月30日——解放军攻占中山。解放軍攻陷南寧，白崇禧放棄在中國大陸作戰，移其總部於海口，黃率部退入越南[3]:175。

### 11月
- 11月1日——李宗仁以大局惡化，自重慶飛昆明，釋放中國共產黨份子，盧漢受其影響[3]:175。
- 11月3日——解放军乘夜進攻舟山登步島，國軍將領石覺部奮力抗敵[3]:173。登步島戰役爆發[7]。臺灣的國軍第五十二軍前往定海增防[7]。
- 11月6日——登步島激戰至是日上午，解放軍傷亡5,000人，被俘2,000人[3]:173。
- 11月8日——中華人民共和國外交部正式成立[1]:892。國防部電令增加關閉廈門、汕頭、廣州三港[7]。
- 11月9日——發生兩航事件。駐留在香港的中国航空與中央航空運輸公司的人員，但兩家公司的總經理劉敬宜及陳卓林於當天早上帶領指揮12架飛機（1架CV-240、3架C-46與8架C-47等）從香港啟德機場起飛前往中國共產黨控制的中國大陸地區，其中一架飛抵北京，其它飛機飛抵天津。
- 11月10日——華中長官公署遷往貴陽[7]。中華民國國防部擬定「國軍作戰計畫」[7]。
- 11月14日——蔣介石飛抵重慶，電邀李宗仁返重慶共商大局（11月17日，李宗仁稱病，拒絕回重慶；11月20日，由南寧飛香港。）[4]:523，穩定大局[15]:235。雲南省政府主席盧漢已要完成投降談判，宋希濂拒絕聽蔣派遣[17]:535-536。
- 11月中旬——紗布、糧食價格在一個月內上漲兩倍以上，上海物價比7月底平均上漲兩倍，有些商品上漲五六倍[1]:876。
- 11月18日——第6次政務會議討論物價問題，陳雲報告物價上漲狀況和原因，稱解決辦法是「多生產些，少用一些……現在要借內債，或則發行公債吧！」[1]:876-877美國參議員諾蘭經日本到台灣（11月21日，參觀台灣陸空軍；11月25日，飛抵重慶。）[4]:523。
- 11月19日——東南軍政長官公署提出「台灣保衛軍事實施方案」[7]。
- 11月20日——李宗仁飛赴香港，託言就醫，國府軍政由行政院長閻錫山主持[7]。
- 11月21日——國府決定遷往成都[7]。北京市第二屆各界人民代表會議作出《關於封閉妓院的決議》，決議通過後12小時內封閉妓院224家，收容妓女1,288人[1]:890。
- 11月23日——行政院會議通過政府實行戰鬥體制，縮編人員隨軍行動，並決議任命李品仙、胡璉、石覺、王治岐為廣西、福建、浙江、甘肅4省主席[4]:523。中华人民共和国与阿爾巴尼亞社會主義人民共和國建交[21]。
- 11月25日——北京廣播鼓動西藏人民革命，班禪已要求派軍解放西藏[4]:523。中共中央政治局會議決定：在毛澤東出訪期間，由劉少奇代理中共中央主席、中央人民政府主席[6]:608。
- 11月27日——中國國民黨中央常務委員會鑒於局勢嚴重，決議先設法促請李宗仁回重慶視事，否則即請蔣介石復職[3]:178。
- 11月28日——解放軍迫近重慶郊區[3]:176。行政院長閻錫山由重慶飛成都，重慶機關緊急疏散[7]。蔣父子發現重慶官署人去樓空[17]:536-537。
- 11月29日——蔣介石主持軍事會議，指示重慶外圍作戰計劃[3]:176。行政院遷至成都辦公[4]:523。
- 11月30日——重慶、南寧陷共[4]:523。蔣介石飛抵成都[3]:176。

### 12月
- 12月2日——朱家驊、洪蘭友攜李宗仁函自香港返成都（李函云仍須赴美，為期一個月）；行政院決議臺灣省政府委員增加為23人（原為15人）[4]:523。甘肅省政府委員兼主席馬鴻逵應予撤去本兼各職；任命王治歧為甘肅省政府委員；派王治歧代理甘肅省政府主席職務；任命葛之覃為台灣高等法院推事兼院長，汪恩沛為台灣高等法院首席檢察官[23]:1。
- 12月3日——行政院主計處主計長龐松舟呈請辭職，龐松舟准予免職[23]:1。
- 12月4日——李宗仁偕其妻及隨員七人，乘包機一架，離港赴美[3]:176。任命許緒佑署福建高等法院推事兼庭長；任命許正直為考試院秘書；行政院主計處副主計長王燿另有任用，王燿應予免職；特任王燿代理行政院主計處主計長；任命胡璉為福建省政府委員兼主席；派黃旭初為華中軍政長官公署副長官[23]:1。
- 12月5日——李宗仁離港飛美[4]:523。胡宗南部以半個月時間，奉命由陝西南部撤退，抵達成都[3]:176。
- 12月6日——毛澤東率領隨行人員，啟程離開北京，乘專列前往蘇聯[1]:895。周恩來通知英方，如不交出中國及中央兩航空公司飛機，將以在華之英人資產作為抵押[4]:523。
- 12月7日——解放軍彭德懷、徐向前等部入四川北部，會合林彪、劉伯承等部，對成都採取大包圍形勢[3]:176。成都外圍展開激戰[3]:176。閻錫山署名發布總統令[24]，國府遷台：「政府遷設台北並在西昌設大本營統率陸海空軍在大陸指揮作戰。此令。」[23]:1並於成都設置防衛司令部[3]:176。西南軍政長官張群呈請辭職，張群准予免職；特派顧祝同兼西南軍政長官；西安綏靖公署著即撤銷；派胡宗南為西南軍政長官公署副長官兼參謀長；重慶衛戍總司令部著即撤銷；派楊森為西南軍政長官公署副長官兼兼代川陝甘邊區綏靖公署主任；派王纘緒為西南第一路游擊總司令，唐式遵為西南第二路游擊總司令；派盛文為成都防衛總司令，余錦源、嚴嘯虎為成都防衛副總司令，嚴嘯虎仍兼成都警備司令；西昌警備司令部著改為西昌警備總司令部，並派賀國光為西昌警備總司令[23]:1。
- 12月8日——行政院緊急會議，決議遷都台北，並在西昌設大本營，指揮作戰[4]:523-524。行政院長閻錫山、副院長朱家驊由成都飛抵台北[7]。
- 12月9日——盧漢投向中國共產黨，但2,000多名國軍撤到緬甸撣邦，蔣派李彌領導游擊，也經營緬北的鴉片[17]:548。行政院開始在台北辦公，並開首次院會[4]:524。
- 12月10日——下午蔣介石飛返台北[3]:176。劉文輝、鄧錫侯、盧漢等，公開通電歸附中國共產黨[3]:176。成都防衛總司令部成立，胡宗南接防成都市區[7]。
- 12月15日——台灣省政府改組，吳國楨代陳誠為主席[4]:524。
- 12月16日——解放軍攻陷樂山[3]:176。毛澤東到達莫斯科，當天就同斯大林會談，提出：目前最重要的問題是建立和平，中國需要和平的環境，把經濟恢復到戰前的水平，並從總體上使國家穩定[1]:896；毛澤東參加慶祝斯大林七十歲誕辰[3]:196。斯大林與毛澤東會談記錄：「毛澤東同志：現在，最重要的問題是保障和平。中國需要三到五年的和平喘息時間，用這段時間來恢復戰前的經濟水平和穩定全國的局勢。解決中國最重要的問題，取決於和平的前景。因此，中共中央委託我向您，斯大林同志，瞭解世界和平的情況將會如何以及在多大程度上能夠得以保障的問題。
斯大林同志：這麼説，中國是在為和平而戰。蘇聯也首先致力於和平問題，雖然對蘇聯來説，實現和平已有四年。至於説中國，目前並不存在對它的直接威脅：日本還沒有恢復起來，因此它沒有能力準備戰爭；美國雖然在叫囂戰爭，但它最怕打仗；歐洲被戰爭嚇破了膽。實際上，誰也不會同中國打仗，難道金日成會打中國嗎？和平取決於我們的努力。如果我們齊心協力，和平能夠得到保障不僅是五至十年的問題了，可能是二十年，甚至更長時間。」[25]:167-168胡宗南由成都飛到海南島榆林港[10]:283。參謀總長顧祝同飛海口，研商西南戰略[7]。東南軍政長官兼台灣省政府兼主席陳誠以軍事繁重，勢難兼顧，呈請辭去台灣省政府委員兼主席職務，情詞懇切，陳誠准免兼職；台灣省政府委員兼民政廳長朱佛定，委員兼財政廳廳長嚴家淦，委員兼教育廳廳長陳雪屏，委員兼建設廳廳長楊家瑜，呈請辭職，朱佛定、嚴家淦、陳雪屏、楊家瑜均准免本兼各職[23]:1。基隆港口司令部成立[7]。
- 12月17日——外交部照會各國，中國關閉港口，定12月21日起實行布雷；緬甸承認北京政府[4]:524。行政院宣布，所有外輪限12月20日前離開[7]。
- 12月18日——解放軍攻陷劍閣[3]:176。
- 12月19日——國軍李彌、余程萬等佔領昆明機場[3]:176。閻錫山署名發布命令，以雲南省綏靖公署主任兼主席盧漢反復無常，着即撤去本兼各職，並通緝歸案究辦，以彰法紀[23]。陳納德之民航隊宣布，收講中國、中央兩航空公司資產（12月23日，香港最高法院宣布，拒絕陳納德收購。）[4]:524。
- 12月20日——政府正式請美國予台灣以軍事經濟援助[4]:524。胡宗南部隊決定放棄成都[10]:284。
- 12月21日——毛澤東等到達莫斯科，史達林與毛澤東迅速談判[3]:196。
- 12月22日——國軍放棄昆明機場[3]:176。
- 12月23日——美國國務院密令，決定放棄援助台灣[4]:524。
- 12月25日——國軍海軍艦隊增防舟山[7]。
- 12月26日——國軍撤守成都[3]:176。
- 12月27日——解放军攻克成都，西南战役结束，此役解放军围歼国军93万，国軍在中国大陆最后一支重兵集团被消灭。
- 12月28日——经过激烈的新渡口战役，解放军第181师横渡涪江天堑占领三台，旋即夺取绵阳。
- 12月30日——胡宗南由海南島飛往西昌[10]:287。印度承認北京政府[4]:524。
- 12月31日——蔣經國感慨：流光逝水，馬齒徒增，僕僕風塵，「自問所作何事？往事不忍回憶，來者更必艱難，撫今察來，能不奮勵前進乎！時間不允許我們再猶豫了，事急寇深，坐而言，不如起而行！」[10]:288

## 逝世
- 9月6日: 杨虎城，中國國民黨将领，1936年西安事變中曾扣押蔣介石，1949年被蔣介石下令處決於重庆市中美特種技術合作所之戴公祠，終年五十六歲。（1893年出生）